# Pitsburška bolnica (televizijska serija)
Pitsburška bolnica je američka medicinska dramska televizijska serija autora R. Scotta Gemmilla, koja se premijerno prikazuje od 9. siječnja 2025. na streaming platformi Max, u Hrvatskoj dan kasnije.
Svaka epizoda prati sat vremena 15-satne smjene hitne pomoći u izmišljenoj traumatološkoj bolnici u Pittsburghu.

## Glumačka postava

### Glavna
- Noah Wyle kao Dr. Michael "Robby" Robinavitch, viši liječnik koji se još uvijek nosi s traumatičnim iskustvima tijekom pandemije COVID-19.
- Tracy Ifeachor kao Dr. Heather Collins, viša specijalizantica na hitnom prijemu koja se sukobljava s dr. Robbyjem
- Patrick Ball kao Dr. Frank Langdon, viši specijalizant i "desna ruka" dr. Robbyja
- Katherine LaNasa kao Dana Evans, glavna medicinska sestra hitnog prijema
- Supriya Ganesh kao Dr. Samira Mohan, specijalizantica treće godine medicine
- Fiona Dourif kao Dr. Cassie McKay, 42-godišnja specijalizantica druge godine
- Taylor Dearden kao Dr. Melissa "Mel" King, društveno nespretna specijalizantica druge godine s iskustvom u radu s vojnim veteranima
- Isa Briones kao Dr. Trinity Santos, drska stažistica s pretjerano samouvjerenom osobnošću
- Gerran Howell kao Dennis Whitaker, student četvrte godine medicine kojem nedostaje samopouzdanja
- Shabana Azeez kao Victoria Javadi, 20-godišnja studentica treće godine medicine koja je često zanemarena zbog svoje mladosti

### Sporedna
- Shawn Hatosy kao Dr. Jack Abbott, liječnik i Robbyjev "stari suparnik"
- Michael Hyatt kao Gloria
- Jalen Thomas Brooks kao Mateo Diaz, medicinski tehničar na hitnom prijemu
- Brandon Mendez Homer kao Donnie, medicinski tehničar na hitnom prijemu
- Kristin Villanueva kao Princess, medicinska tehničarka na hitnom prijemu
- Amielynn Abellera kao Perlah, medicinska tehničarka na hitnom prijemu
- Alexandra Metz kao Dr. Yolanda Garcia, specijalizantica kirurgije
- Krystel V. McNeil kao Kiara Alfaro, socijalna radnica odjela
- Deepti Gupta kao Dr. Eileen Shamsi, viša liječnica i Victorijina majka

## Produkcija
Dana 26. ožujka 2024. streaming platforma Max naručila je produkciju serije The Pitt u trajanju od 15 epizoda. Seriju je osmislio i vodi R. Scott Gemmill, koji je ujedno i izvršni producent, uz Noaha Wylea, Johna Wellsa, Erin Jontow, Simrana Baidwana i Michaela Hissricha. Produkciju serije potpisuju John Wells Productions i Warner Bros. Television, pilot epizodu napisao je također Gemmill.
Međutim, 27. kolovoza 2024. objavljeno je da je nasljedstvo Michaela Crichtona, zastupano od strane njegove udovice Sherri, podnijelo tužbu protiv Warner Bros. Televisiona, Wellsa, Wylea i Gemmilla. Tvrdili su da je The Pitt prerada planiranog nastavka serije Hitna služba (ER), na što obitelj Crichton nije dala odobrenje, te da bi Crichton trebao biti naveden kao autor ideje. Dana 4. studenoga 2024. odvjetnici Warner Bros. Televisiona odgovorili su na tužbu zahtjevom za odbacivanje, navodeći da je The Pitt "potpuno drugačija serija".

## Vanjske poveznice
- Službena stranica – John Wells Productions
- Pitsburška bolnica u internetskoj bazi filmova IMDb-a